# Conus circumcisus
Espèce
Conus circumcisus est une espèce de mollusques gastéropodes marins de la famille des Conidae.
Comme toutes les espèces du genre Conus, ces escargots sont prédateurs et venimeux. Ils sont capables de « piquer » les humains et doivent donc être manipulés avec précaution, voire pas du tout.

## Description
La coquille fine est striée sur toute sa surface. La couleur de la coquille est blanc jaunâtre ou violacé, nuancé de marron, avec des séries de marron tournant à distance. Des taches et des lignes courtes, plus visibles sur deux bandes irrégulières plus claires. 
La coquille de Conus brazieri G. B. Sowerby III, 1881 est plutôt solide, avec des stries tournantes sur toute sa surface. Sa couleur est blanchâtre, teintée de rose pâle, avec deux larges bandes brun jaunâtre clair, parsemées ici et là de quelques taches brunes très minuscules. La spire est ostensiblement marquée de taches brun foncé.

## Distribution
Cette espèce marine est présente dans l'océan Pacifique au large des Moluques, des Philippines, des Îles Marshall, des Îles Salomon et du Vanuatu ; au large de l'Australie (le Territoire du Nord et l'Australie-Occidentale).

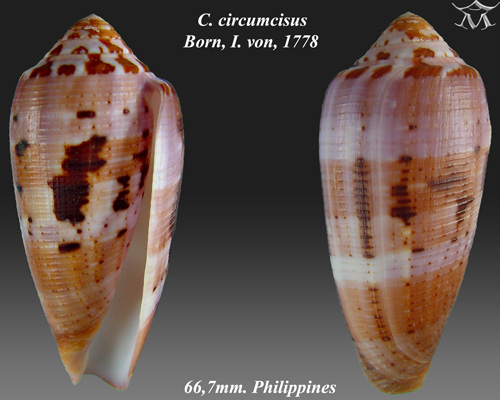
Conus circumcisus Né, I. von, 1778.

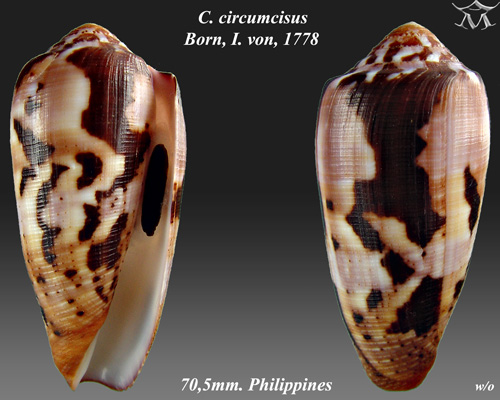
Conus circumcisus Né, I. von, 1778.

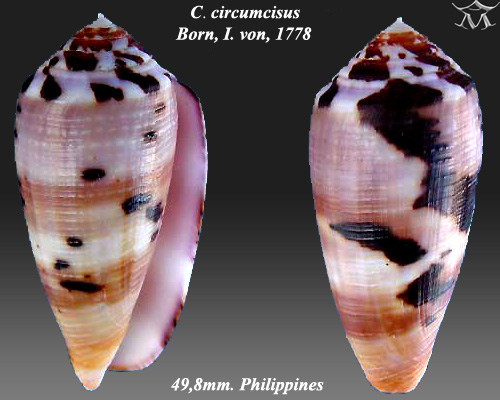
Conus circumcisus Né, I. von, 1778.

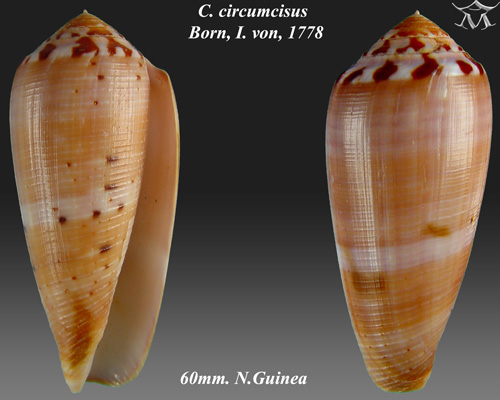
Conus circumcisus Né, I. von, 1778.

### Niveau de risque d’extinction de l’espèce
Selon l'analyse de l'UICN réalisée en 2011 pour la définition du niveau de risque d'extinction, cette espèce est présente dans une zone allant des Philippines aux îles Marshall et au Vanuatu, également au nord-ouest de l'Australie. Il pourrait également y avoir une population sur les îles de la Société[Information douteuse]. C'est une espèce à large aire de répartition et elle est commune dans toute son aire de répartition. Il n'y a pas de menaces majeures connues, elle est donc inscrite dans la catégorie préoccupation mineure. La population de l'île de la Société[Information douteuse] est endémique à l'Australie.

## Taxonomie

### Publication originale
L'espèce Conus circumcisus a été décrite pour la première fois en 1778 par le métallurgiste, minéralogiste, malacologiste et franc-maçon autrichien Ignaz von Born dans « Index rerum naturalium Musei Cæsarei Vindobonensis »,.

### Synonymes
- Conus (Pionoconus) circumcisus Born, 1778 · appellation alternative
- Conus affinis Gmelin, 1791 · non accepté
- Conus brazieri G. B. Sowerby III, 1881 · non accepté
- Conus dux Hwass, 1792 · non accepté
- Conus laevis Gmelin, 1791 · non accepté
- Conus terebellum (Röding, 1798) · non accepté
- Conus unicolor G. B. Sowerby I, 1833 · non accepté
- Cucullus purpuratus Röding, 1798 · non accepté
- Cucullus terebellum Röding, 1798 · non accepté
- Pionoconus circumcisus (Born, 1778) · non accepté